# Заменитель грудного молока
Заменитель грудного молока — сбываемое или предоставляемое иным образом в качестве продукта, частично или полностью заменяющего грудное молоко. Выпускается в жидкой или порошкообразной форме, изготовленный в промышленных условиях на основе коровьего молока, молока других сельскохозяйственных животных, белков сои, максимально приближенный по составу и свойствам к женскому молоку и соответствующий физиологическим потребностям здоровых и больных детей первого года жизни.
Среди заменителей грудного молока различают:
- Адаптированные, содержащие сывороточный белок и обогащенные таурином и карнитином.
- Адаптированные, только с добавлением сывороточных белков.
- Адаптированные казеиновые формулы.
- Частично адаптированные смеси.
- «Последующие» формулы.

Грудное молоко содержит холестерин (10,0-19,0 мг/100 мл), участвующий в становлении процессов адекватной регуляции его собственного метаболизма в организме детей и профилактике их нарушений в более старшем возрасте. Исходя из указанных различий, основными подходами к созданию заменителей женского молока существуют такие направления адаптации коровьего молока:
- снижение общего содержания белка;
- коррекция белкового и аминокислотного состава (добавление сывороточных белков, цистеина и др.);
- повышение уровня общего жира и углеводов;
- оптимизация жирнокислотного и углеводного состава;
- уменьшение количества кальция, калия, натрия;
- обогащение комплексом витаминов, минеральных солей и микроэлементов;
- увеличение количества бифидогенных и защитных факторов;
- введение таурина, карнитина, инозита, полинуклеотидов и других биологически активных соединений.

При выборе заменителя, наиболее адекватного для вскармливания конкретного ребёнка, учитывают:
- возраст ребёнка — в первые 2-3 недели жизни ребёнку предпочтительнее назначать пресные смеси, а затем сочетать пресные и кисломолочные смеси; причем наиболее целесообразно равное их количество в рационе;
- степень адаптированности смеси — чем меньше возраст ребёнка, тем больше он нуждается в максимально адаптированных смесях; ребёнку до 5-6 мес. ни в коем случае не следует назначать «последующие смеси», кефир и другие неадаптированные кисломолочные смеси, цельное коровье молоко;
- индивидуальную переносимость смеси.